# 嘉義市私立宏仁高級中等學校
嘉義市私立宏仁高級中等學校，簡稱宏仁高中，為一所位於臺灣嘉義市東區的私立完全中學，並附設國中部。

## 校史
- 1966年，天主教嘉義教區主教牛會卿創辦該校，校名為嘉義縣私立宏仁女子初級中學。
- 1968年，增設高中部，易名為嘉義縣私立宏仁女子高級中學。
- 1982年，嘉義市升格改制為省轄市，易名為嘉義市私立宏仁女子高級中學。
- 2016年，國中部開始招收學習音樂的男生。[1]
- 2017年，國中部全面招收男生。榮獲教育部107課綱前導學校。
- 2019年，高中部全面招收男生，成為男女混校但並未變更校名。

## 知名校友
- 黃敏惠：第4至6屆立法委員、第7~8、10任嘉義市市長。

## 整併議題
- 2022年6月嘉市宏仁女中、立仁高中法人合併為「宏仁學校財團法人」。[2]

## 外部連結
- （繁體中文）宏仁女子高級中學（页面存档备份，存于）